# Ligat ha'Al 2001-2002
La Ligat ha'Al 2001-2002 è stata la 61ª edizione della massima divisione del campionato israeliano di calcio.
Dopo l'esperimento della stagione precedente, l'IFA decise di tornare alla disputa della Ligat ha'Al nel formato del girone all'italiana. Pertanto, le 12 squadre partecipanti si affrontarono in partite di andata, ritorno e terzo turno, per un totale di 33 giornate.
Iniziata il 25 agosto 2001, la stagione si concluse il 18 maggio 2002 con la vittoria del Maccabi Haifa (settimo titolo, il secondo consecutivo).
Capocannoniere del torneo fu Cobi Refua, dell'Hapoel Petah Tiqwa, con 18 goal.

## Squadre partecipanti
| Club                   | Città       |
| ---------------------- | ----------- |
| Ashdod                 | Ashdod      |
| Beitar Gerusalemme     | Gerusalemme |
| Hapoel Be'er Sheva     | Be'er Sheva |
| Hapoel Haifa           | Haifa       |
| Hapoel Petah Tiqwa     | Petah Tiqwa |
| Hapoel Tel Aviv        | Tel Aviv    |
| Hapoel Tzafririm Holon | Holon       |
| Maccabi Haifa          | Haifa       |
| Maccabi Kiryat Gat     | Kiryat Gat  |
| Maccabi Netanya        | Netanya     |
| Maccabi Petah Tiqwa    | Petah Tiqwa |
| Maccabi Tel Aviv       | Tel Aviv    |

## Classifica finale
|                     | Pos. | Squadra             | Pt | G  | V  | N  | P  | GF | GS | DR  |
| ------------------- | ---- | ------------------- | -- | -- | -- | -- | -- | -- | -- | --- |
| Campione di Israele | 1.   | Maccabi Haifa       | 75 | 33 | 22 | 9  | 2  | 72 | 32 | +40 |
|                     | 2.   | Hapoel Tel Aviv     | 67 | 33 | 20 | 7  | 6  | 55 | 32 | +23 |
| [ 1 ]               | 3.   | Maccabi Tel Aviv    | 57 | 33 | 15 | 12 | 6  | 43 | 24 | +19 |
|                     | 4.   | Ashdod              | 49 | 33 | 14 | 7  | 12 | 47 | 52 | -5  |
|                     | 5.   | Hapoel Be'er Sheva  | 48 | 33 | 14 | 6  | 13 | 44 | 48 | -4  |
|                     | 6.   | Hapoel Petah Tiqwa  | 47 | 33 | 13 | 8  | 12 | 40 | 36 | +4  |
|                     | 7.   | Maccabi Netanya     | 40 | 33 | 11 | 7  | 15 | 41 | 44 | -3  |
|                     | 8.   | Maccabi Petah Tiqwa | 36 | 33 | 8  | 12 | 13 | 35 | 46 | -11 |
|                     | 9.   | H. Rishon LeZion    | 35 | 33 | 10 | 5  | 18 | 39 | 53 | -14 |
|                     | 10.  | Beitar Gerusalemme  | 33 | 33 | 7  | 12 | 14 | 39 | 49 | -10 |
|                     | 11.  | Hapoel Haifa        | 30 | 33 | 7  | 9  | 17 | 35 | 50 | -15 |
|                     | 12.  | Maccabi Kiryat Gat  | 27 | 33 | 7  | 6  | 20 | 34 | 58 | -24 |

## Verdetti
- Maccabi Haifa campione di Israele 2001-2002, qualificato al secondo turno preliminare della Champions League 2002-2003
- Hapoel Tel Aviv e Maccabi Tel Aviv qualificati al turno preliminare della Coppa UEFA 2002-2003
- Ashdod qualificato al primo turno della Coppa Intertoto 2002
- Hapoel Haifa e Maccabi Kiryat Gat retrocessi in Liga Leumit 2002-2003
- Hapoel Kfar Saba e Bnei Yehuda promossi in Ligat ha'Al 2002-2003

## Classifica marcatori
| Calciatore        | Squadra             | Gol |
| ----------------- | ------------------- | --- |
| Kobi Refua        | Maccabi Petah Tiqwa | 18  |
| Shay Holtzman     | H. Rishon LeZion    | 17  |
| Serghei Cleșcenco | Hapoel Tel Aviv     | 14  |
| Yakubu Aiyegbeni  | Maccabi Haifa       | 13  |
| Rodrigo Goldberg  | Maccabi Tel Aviv    | 13  |
| Avi Nimni         | Maccabi Tel Aviv    | 13  |
| Assi Tubi         | Ashdod              | 12  |
| Manor Hassan      | Beitar Gerusalemme  | 11  |
| Itzik Zohar       | Beitar Gerusalemme  | 11  |
| Motti Kakoun      | Hapoel Petah Tiqwa  | 10  |